# Hans Rosenkjær
Hans Nielsen Rosenkjær, född den 24 augusti 1851, död den 19 september 1907, var en dansk geologisk-arkeologisk författare.
Rosenkjær, som sedan 1889 var anställd som lärare vid Köpenhamns kommunala skolväsen, började ursprungligen som dilettant sina undersökningar vid de stora utgrävningarna för Köpenhamns frihamn (1893-96) och fortsatte dem senare som specialist, när helst utgrävningar ägde rum, antingen i gatorna eller vid nybyggen. Det sålunda insamlade stoffet bearbetades till Fra det underjordiske København (1906).